# One by One
| 전문가 평가          | 전문가 평가 |
| 총 점수              | 총 점수     |
| 출처                 | 점수        |
| -------------------- | ----------- |
| 메타크리틱           | 75/100      |
| 평가 점수            |             |
| 출처                 | 점수        |
| AllMusic             | [ 1 ]       |
| Entertainment Weekly | A−          |
| The Guardian         | [ 4 ]       |
| Los Angeles Times    | [ 5 ]       |
| NME                  | [ 6 ]       |
| Pitchfork            | 5.4/10      |
| Q                    | [ 8 ]       |
| Rolling Stone        | [ 9 ]       |
| Uncut                | [ 10 ]      |
| The Village Voice    | B−          |

《One by One》은 2002년 10월 22일 로즈웰과 RCA 레코드를 통해 발매된 미국의 록 밴드 푸 파이터스의 네 번째 스튜디오 음반이다. 음반의 제작은 초기 녹음 세션이 불만족스럽고 밴드 멤버들 사이의 긴장을 고조시키는 것으로 간주되어 문제가 되었다. 그들은 결국 버지니아주 알렉산드리아에 있는 프론트맨 데이브 그롤의 홈 스튜디오에서 2주 동안 음반을 처음부터 다시 만들기로 결정했다. 성공적인 싱글 〈All My Life〉와 〈Times Like These〉가 수록된 이 음반은 내성적인 가사와 밴드의 초기 작업에 비해 더 무겁고 더 공격적인 사운드로 주목을 받았는데, 그롤은 푸 파이터스의 라이브 공연의 에너지를 녹음으로 변환하기 위한 것이라고 말했다. 이 음반은 크리스 시프렛과 함께 밴드의 일부로 녹음한 첫 음반이었고, 드럼 임무가 테일러 호킨스에게 영구적으로 할당되었기 때문에 그롤이 드럼을 연주하지 않은 첫 번째 음반이었다.
이 음반은 호주, 아일랜드, 영국 차트에서 1위를 차지하며 상업적인 성공을 거두었고, 미국에서 백만 장 이상이 팔렸다. 《One by One》은 비평가들로부터 긍정적인 평가를 받았으며, 2004년 그래미 어워드 최우수 록 음반상을 수상했다.

## 제작
프론트맨 데이브 그롤은 밴드의 투어 《There Is Nothing Left to Lose》를 홍보하는 동안 2000년 초부터 밴드의 다음 음반을 위한 새로운 소재를 작업하기 시작했다.  투어 후, 밴드는 2001년 초에 그들의 다음 음반을 위한 곡을 작곡하기 시작했다. 토팡가에 있는 드러머 테일러 호킨스의 홈 스튜디오에서 데모 작업을 한 후, 밴드는 2001년 2분기를 유럽 페스티벌에서 공연하기 위해 사용했다. 8월, 첼름스퍼드의 V 페스티벌에서 공연한 후, 호킨스는 헤로인 과다복용으로 2주간 혼수상태에 빠졌다. 그롤이 그들의 음반 《Songs for the Deaf》의 퀸스 오브 더 스톤 에이지의 드럼 연주 제의를 수락한 회복을 위한 시간을 가진 후, 밴드는 2001년 10월에 작곡을 계속하기 위해 모였다. 11월과 12월 동안, 그들은 버지니아주 알렉산드리아에 있는 그롤의 스튜디오 606에서 녹음을 했고, 그들의 이전 음반의 프로듀서인 애덤 캐스퍼와 녹음 엔지니어인 닉 라스쿨리네츠와 함께 작업을 했고, 닉 라스쿨리네츠는 《Godzilla: The Album》의 〈A320〉을 엔지니어링한 후에 만났다. 라스쿨리네츠는 사운드 시티 스튜디오에서 막 직장을 떠났고, 그롤이 '4개월 동안 지하실에 앉아 있기로 약속할 남자를 찾는 것'에 어려움을 느낀 것이 그의 에너지 넘치고 열정적인 성격 때문이라고 추측했다.
버지니아 세션의 진행은 진부해지기 시작했고, 그래서 6개의 트랙이 끝나면서, 밴드는 2002년 1월에 "경치의 변화"를 위해 로스앤젤레스의 콘웨이 스튜디오로 이동했다. 영화 《오렌지 카운티》에 등장하는 〈The One〉을 포함한 29곡이 녹음되었고, 독립적인 싱글과 10개의 완성된 트랙으로 발매되었다. 이번 음반 이 세션은 4개월이 걸렸고 비용은 미화 1,000,000 달러 이상이 들었다. 이 음반은 프로 툴스와 함께 프로듀싱한 첫 번째 푸 파이터스 음반이며 밴드 멤버들이 따로 녹음한 음반이다.

## 커버 아트
이 커버 아트는 블랙 플래그와 미니트맨과 같은 펑크 밴드들과 함께 일해온 레이먼드 페티본에 의해 만들어졌다. 그롤은 전 미니트맨 베이시스트 마이크 와트에 의해 페티본을 소개받았고, 그의 집을 방문한 후, "우리는 영웅으로서 페티본에게 어떻게든 경의를 표해야 했다, 왜냐하면 그의 물건들, 그 이미지들이 내 평생 나에게 달라붙었기 때문이다"라고 그를 예술 작품에 고용하기로 결정했다. 그롤은 책자와 관련 싱글에 사용된 하트 테마를 생각해냈다. 이 음반은 블랙과 화이트라는 두 개의 다른 커버로 발행되었다. 첫 575,000장은 보너스 DVD와 함께 한정판으로 구성되었다.

## 곡 목록
모든 곡들은 데이브 그롤, 테일러 호킨스, 네이트 멘델 그리고 크리스 시프렛에 의해 작사/작곡하였다.
| #   | 제목                 | 재생 시간 |
| --- | -------------------- | --------- |
| 1.  | All My Life          | 4:23      |
| 2.  | Low                  | 4:28      |
| 3.  | Have It All          | 4:58      |
| 4.  | Times Like These     | 4:26      |
| 5.  | Disenchanted Lullaby | 4:32      |
| 6.  | Tired of You         | 5:12      |
| 7.  | Halo                 | 5:06      |
| 8.  | Lonely as You        | 4:36      |
| 9.  | Overdrive            | 4:30      |
| 10. | Burn Away            | 5:00      |
| 11. | Come Back            | 7:50      |

## 인증
| 국가                                                                                         | 인증        | 판매량/출하량 |
| -------------------------------------------------------------------------------------------- | ----------- | ------------- |
| 오스트레일리아 (ARIA)                                                                        | 2× 플래티넘 | 140,000^      |
| 브라질 (Pro-Música Brasil)                                                                   | 골드        | 50,000*       |
| 캐나다 (뮤직 캐나다)                                                                         | 플래티넘    | 100,000^      |
| 핀란드 (Musiikkituottajat)                                                                   | 골드        | 15,091        |
| 독일 (BVMI)                                                                                  | 골드        | 150,000       |
| 일본 (RIAJ)                                                                                  | 골드        | 100,000^      |
| 뉴질랜드 (RMNZ)                                                                              | 골드        | 7,500^        |
| 노르웨이 (IFPI 노르웨이)                                                                     | 골드        | 20,000*       |
| 스웨덴 (GLF)                                                                                 | 골드        | 30,000^       |
| 영국 (BPI)                                                                                   | 3× 플래티넘 | 892,000       |
| 미국 (RIAA)                                                                                  | 플래티넘    | 1,000,000^    |
| *판매량을 기반으로 한 인증 · ^출하량을 기반으로 한 인증 · 판매량+스트리밍을 기반으로 한 인증 |             |               |